# Bathykorus bouilloni
Bathykorus bouilloni is een hydroïdpoliep uit de familie Aeginidae. De poliep komt uit het geslacht Bathykorus. Bathykorus bouilloni werd in 2010 voor het eerst wetenschappelijk beschreven door Raskoff. 